# Margit Elek
Margit Elek (Budapest, 5 de octubre de 1910-Budapest, 4 de febrero de 1986) fue una deportista húngara que compitió en esgrima, especialista en la modalidad de florete. Ganó trece medallas en el Campeonato Mundial de Esgrima entre los años 1933 y 1956.

## Palmarés internacional
| Campeonato Mundial | Campeonato Mundial      | Campeonato Mundial | Campeonato Mundial  |
| Año                | Lugar                   | Medalla            | Prueba              |
| ------------------ | ----------------------- | ------------------ | ------------------- |
| 1933               | Budapest (Hungría)      | Medalla de oro     | Florete por equipos |
| 1934               | Varsovia (Polonia)      | Medalla de oro     | Florete por equipos |
| 1934               | Varsovia (Polonia)      | Medalla de plata   | Florete individual  |
| 1935               | Lausana (Suiza)         | Medalla de oro     | Florete por equipos |
| 1936               | San Remo (Italia)       | Medalla de plata   | Florete por equipos |
| 1937               | París (Francia)         | Medalla de oro     | Florete por equipos |
| 1948               | La Haya (Países Bajos)  | Medalla de plata   | Florete por equipos |
| 1951               | Estocolmo (Suecia)      | Medalla de plata   | Florete por equipos |
| 1952               | Copenhague (Dinamarca)  | Medalla de oro     | Florete por equipos |
| 1953               | Bruselas (Bélgica)      | Medalla de oro     | Florete por equipos |
| 1954               | Luxemburgo (Luxemburgo) | Medalla de oro     | Florete por equipos |
| 1955               | Roma (Italia)           | Medalla de oro     | Florete por equipos |
| 1956               | Londres (Reino Unido)   | Medalla de bronce  | Florete por equipos |